# آنجلیکا کافمن

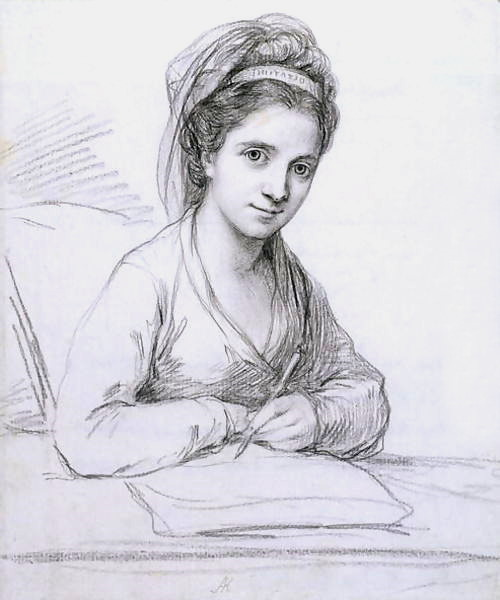
نقاشی از تک‌چهرهٔ خود، مداد، ۱۷۷۱

ماریا آنا آنجلیکا کافمن (به آلمانی: Maria Anna Angelika Kauffmann) (۳۰ اکتبر ۱۷۴۱ – ۵ نوامبر ۱۸۰۷)، که معمولاً در انگلیسی به‌عنوان آنجلیکا کافمن شناخته می‌شود، یک نقاش نئوکلاسیک سوئیسی بود که در لندن و رم موفق به معرفی آثار خود شد. در درجهٔ نخست، از او به‌عنوان یک نقاش تصاویر تاریخی یاد می‌شود. کافمن نقاشی ماهر در خلق پرتره و تصاویر مناظر بود. او یکی از دو زن عضو آکادمی سلطنتی هنر بریتانیا در سال ۱۷۶۸ بود.

## زندگی‌نامه
کافمن در شهر شور، کانتون گراوبوندن، سوئیس متولد شد. خانوادهٔ او در سال ۱۷۴۲ به موربنیو نقل مکان کرد و سپس در سال ۱۷۵۲ در شهر کومو در لمباردی، که در آن زمان جزو اتریش بود، ساکن شد. او در سال ۱۷۵۷ با پدرش به شوارتسنبرگ در فورآرلبرگ/اتریش رفت و پدرش در آنجا برای اسقف محلی کار می‌کرد. پدرش، یوزف یوهان کافمن، مردی نسبتاً فقیر بود، اما یک نقاش ماهر اتریشی بود که اغلب برای ارائهٔ کارهای خود سفر می‌کرد. او آنجلیکا را آموزش داد و به‌عنوان دستیار خود به سوئیس، اتریش و ایتالیا برد. آنجلیکا بچهٔ بسیار باهوشی بود و به کمک مادرش کلوپه لوتز (۱۷۱۷–۱۷۵۷)، زبان‌های آلمانی، ایتالیایی، فرانسوی و انگلیسی را فراگرفت. او همچنین استعداد زیادی در موسیقی داشت و ناچار بود میان اپرا و نقاشی یکی را انتخاب کند. او به‌سرعت نقاشی را برگزید، زیرا یک کشیش کاتولیک به کافمن گفت: اپرا محلی خطرناک و جای آدم‌های کثیف است.
او در دوازده‌سالگی نقاشی شناخته‌شده در میان اسقف‌ها و نجیب‌زاده‌ها بود. کافمن در سال ۱۸۰۲ دچار بیماری شد؛ بیماری‌ای که هیچ‌گاه بهبود پیدا نکرد، و سرانجام در ۵ نوامبر ۱۸۰۷ درگذشت. پیکر او در کلیسای سانت‌آندرئا دله فراته به خاک سپرده شد.
در سال ۱۷۵۴ مادرش فوت کرد و پدرش تصمیم به مهاجرت به میلان گرفت، و برای مدتی طولانی به دنبال پدرش به ایتالیا رفت. در سال ۱۷۶۲ عضو دانشکدهٔ هنرهای زیبای فلورانس شد. در سال ۱۷۶۳ از شهر رم دیدن کرد و سال ۱۷۶۴ بازگشت. از رم به بولونیا و ونیز رفت، و در همه جا به واسطهٔ استعدادهایش پذیرفته شد. در اوت ۱۷۶۴ دوستش فرانکه برای یوهان یواخیم وینکلمان از محبوبیت و استعداد او نوشت، و کافمن در یک نیمه روز، تصویری از خود بر روی چاپ فلزی کشید. فرانکه نوشت که او به ایتالیایی و آلمانی صحبت می‌کند، و می‌تواند خود را به‌سهولت به فرانسه و انگلیسی معرفی کند و در میان توریست‌های انگلیس در رم به‌عنوان یک چهره‌نگار معروف شناخته می‌شود. در سال ۱۷۶۵ آثار او در انگلستان در «نمایشگاه انجمن آزاد هنرمندان» به نمایش گذاشته شد. در مدت کوتاهی به انگلستان نقل مکان کرد و خود را به‌عنوان یک هنرمند برجسته شناساند.

## سالهای زندگی در بریتانیا

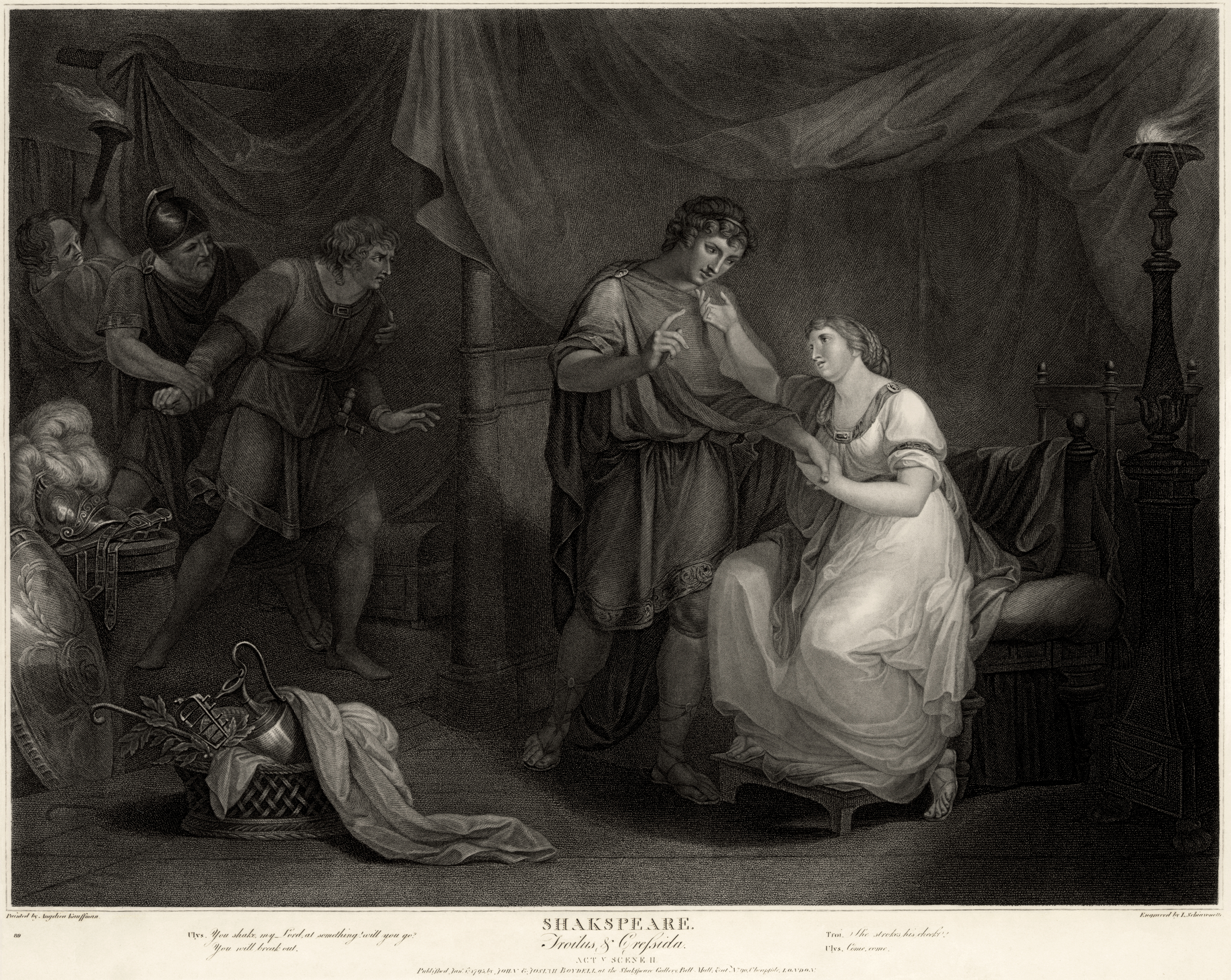
Troilus and Cressida, عمل، V, صحنه دوم (۱۷۸۹) یکی از بسیاری از تابلوهای شکسپیر. حکاکی در سال ۱۷۹۵

هنگامی که در ونیز بود، کافمن توسط لیدی وِنت‌وُرث، همسر سفیر بریتانیا، متقاعد شد که به همراه وی به لندن برود. یکی از اولین کارهای او که در لندن به نمایش گذاشته شد، تصویری از دیوید گَریک بود در سال ورود او در نمایشگاه مِیدن لِین. مقام و مرتبهٔ لیدی ونت‌وُرث درهای جامعه را به روی او باز کرد، و نتوانست به همه چیز دست پیدا کند، و به‌خصوص توجه ویژهٔ خانوادهٔ سلطنتی را به خود جلب کرد. پرقدرت‌ترین دوستش سِر جاشوا رینولدز بود که در دفترچهٔ جیبی سِر رینولدز مکرراً با نام «دوشیزه آنجلیکا» یا «دوشیزه اِینجل (فرشته)» یاد شده است، و در سال ۱۷۶۶ یک نقاشی از او کشید.
در سال ۱۷۶۷ کافمن فریب شخصی متقلب به نام کنت فردریک د هورن را خورد و با او ازدواج کرد، و هورن تمام پس‌انداز کافمن را ربود؛ اما کافمن سال بعد با شکایت در داگاه از او جدا شد. کافمن در کنار مری موسر تنها زنان بین ۳۴ نفر از اعضای آکادمی سلطنتی هنر بودند احتمالاً این امر به دلیل راهنمایی‌های رینولدز بود که نام او در میان درخواست کنندگان از پادشاه برای تأسیس آکادمی سلطنتی هنر بود. در فهرست اسامی سال ۱۷۶۹ حروف R و A در زیر نام کافمن مشاهده می‌شود. (این افتخار را با زنی دیگر شریک است به نام مری موسر) و کافمن در ساخت نقاشی هکتور و اندرومدا و سه اثر دیگر. در سال ۱۷۷۱ او چند ماه را در ایرلند به عنوان مهمان لرد ایرلند گذراند و تعدادی از پرتره در آنجا نقاشی کرد. پرتره‌های قابل توجه او در ایرلند شامل افرادی مثل فیلیپ تیسدل، لرد ایرلند و همسرش مری و هنری لوفتوس، لرد ایرلند و خانواده اش، از جمله خواهرش دوروتی مونرو، است و این بهترین و زیباترین ساعات او در ایرلند بود. به نظر می‌رسد در میان دوستانش ژان-پل مارا نیز بوده است که بعداً که در لندن زندگی می‌کرد و پزشکی می‌خواند با کافمن در ارتباط بوده است. شوهر دوم کافمن، که بر اساس درخواست پدرش انتخاب شد، آنتونیو زوچی (۱۷۲۶–۱۷۹۵)، هنرمند ونیزی بود، که در ژوئیه ۱۷۸۱ در لندن ازدواج کردند و بعداً نیز "مدیر برنامه‌های " او شد.

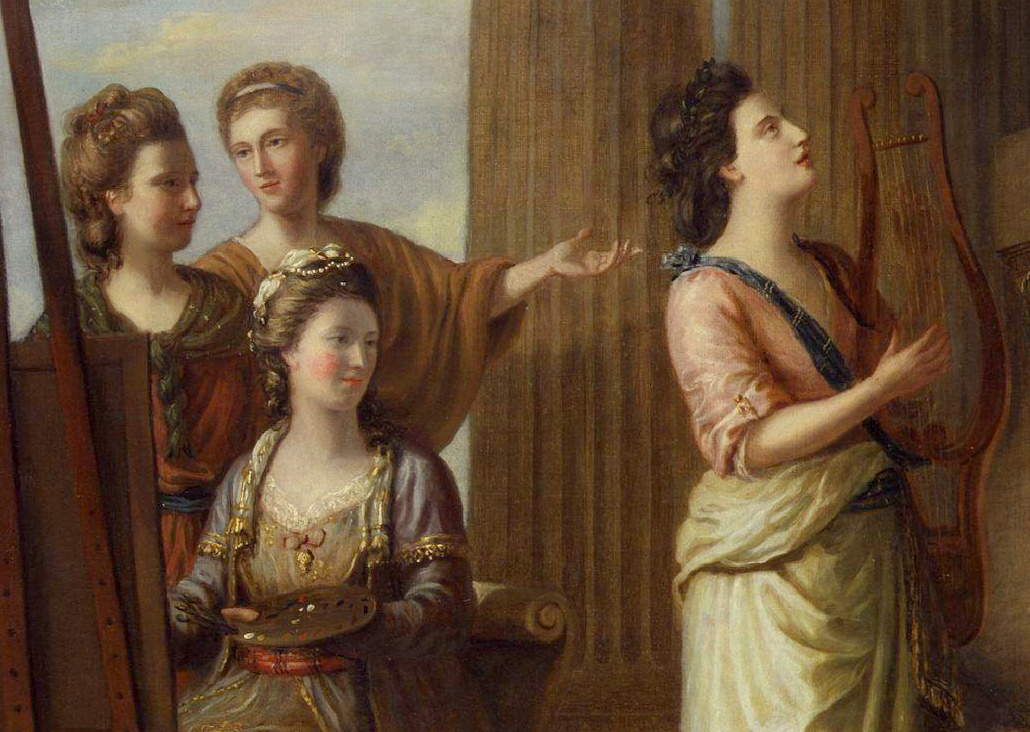
کافمن (نشسته) به همراه چند تنِ دیگر از "Bluestockings"ها، اثر ریچارد ساموئل، ۱۷۷۸

دوستی او با رینولدز در سال ۱۷۷۵ توسط ناتانیل هون در یک کاریکاتور که کافمن را برهنه نشان می‌داد مورد حمله قرار گرفت که البته این کار توسط آکادمی سلطنتی هنر رد و سرزنش شد.
از سال ۱۷۶۹ تا سال ۱۷۸۲ کافمن نمایشگاه‌هایی در آکادمی سلطنتی هنر برگزار کرد که عموماً هفت نقاشی را شامل می‌شد.
در سال ۱۷۷۳ از طرف آکادمی مأمور شد تا دکوراسیون کلیسای جامع سنت پل را نقاشی کند، اما هیچ‌گاه این کار انجام نشد؛ ولی او چهار نقاشی بیضی در سقف اتاق سخنرانی آکادمی سلطنتی هنر در سامرست هاوس (خانهٔ سامرست) نقاشی کرد.

## تاریخچه نقاشی

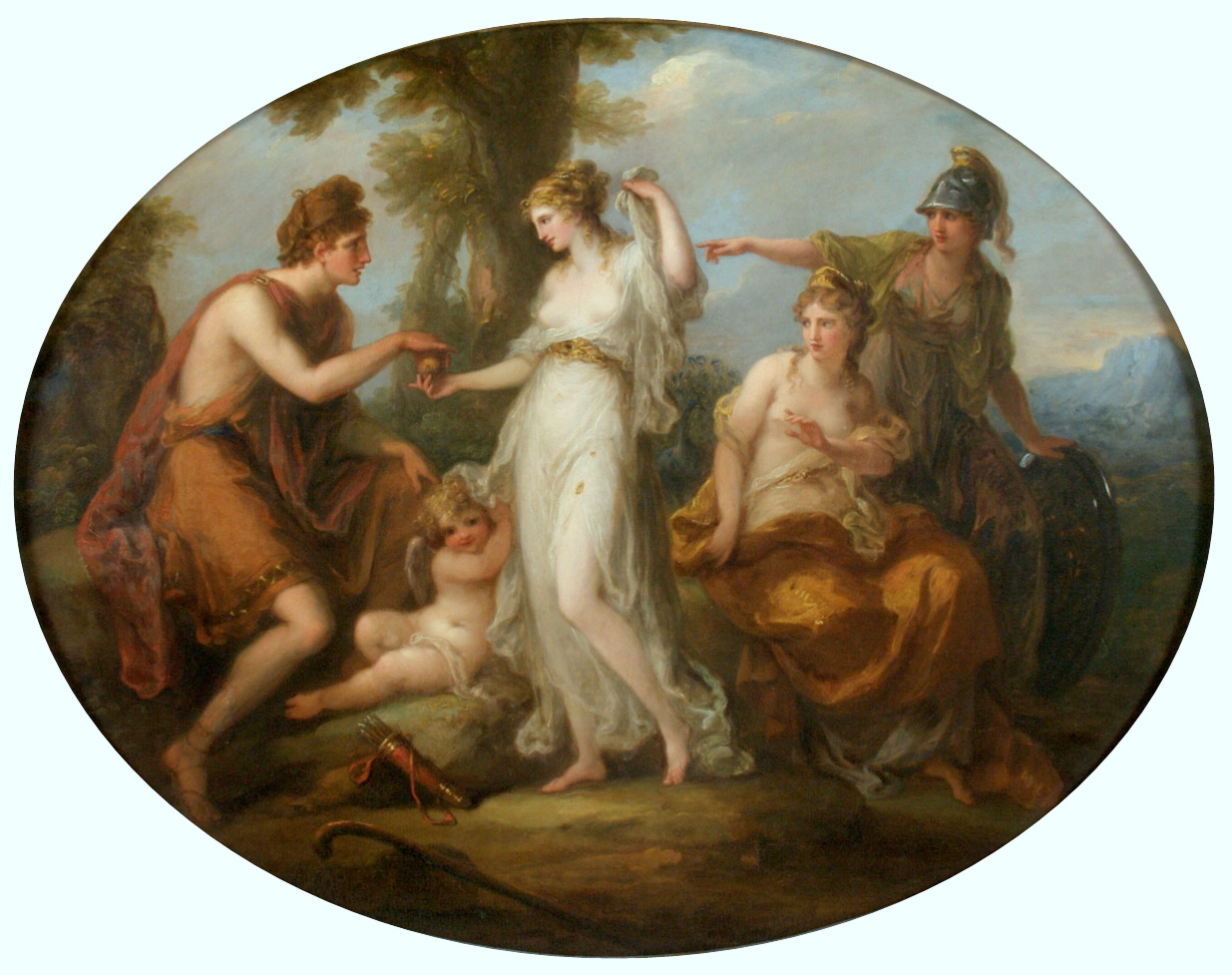
Kauffman El juicio de Paris در Museo de Arte de Ponceسه پنک پورتوریکو

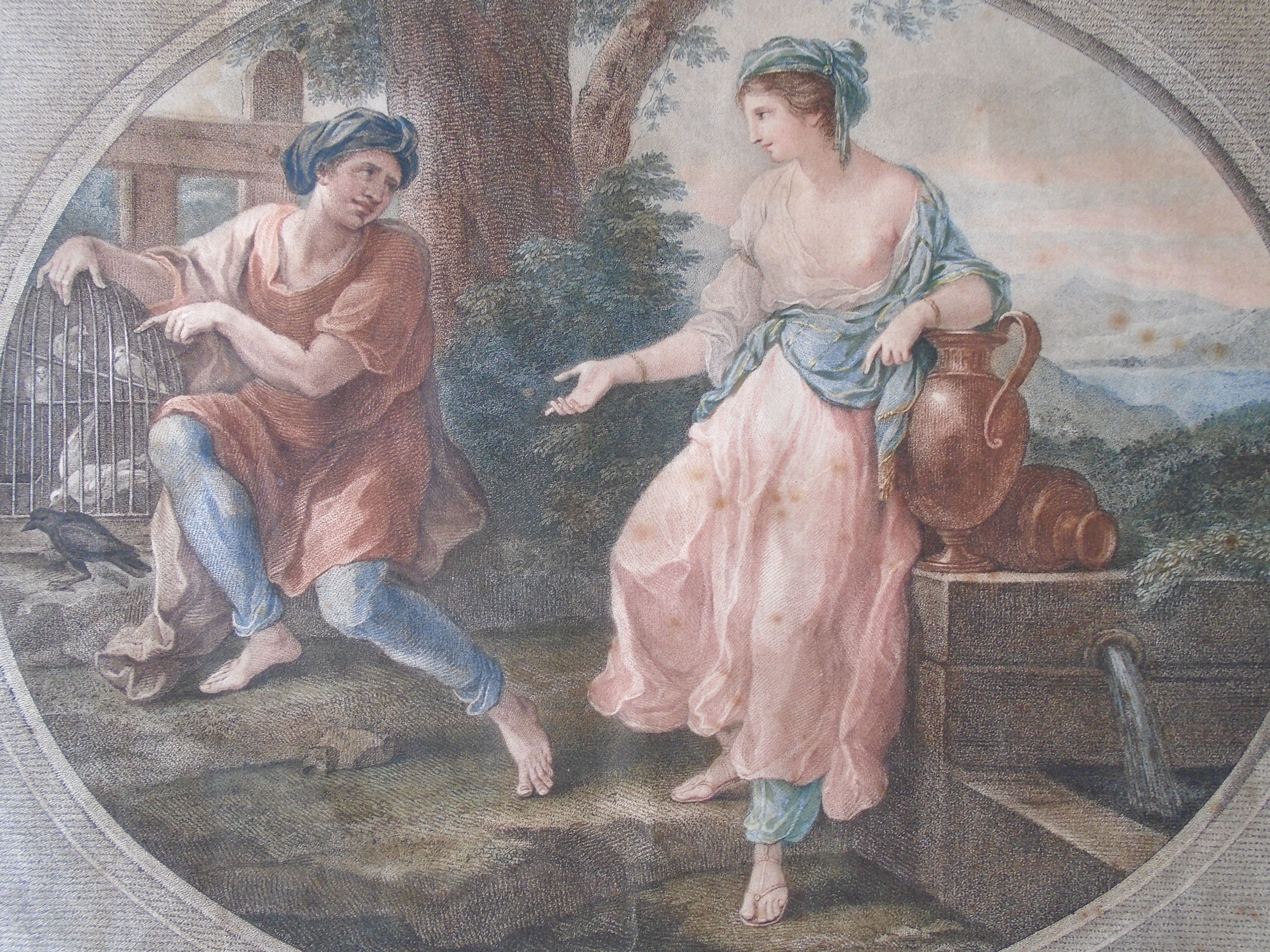
Fr. Bartolozzi پس از A. Kauffmann. زیبا Rhodope در عشق با ازوپ. ۱۷۸۰ю جزئیات

نقاشی تاریخی در هنر آکادمیک به عنوان بالاترین رتبه در نقاشی یاد شده‌است. موضوع ان اقدامات و کارهای انسان در تم‌های تاریخی و اساطیر و ادیبات و کتاب مقدس است. برای نقاشی چنین موضوعی مطالعه در ادبیات کلاسیک و کتاب مقدس که شامل شناخت آناتومی بدن مردها برای کشیدن آنها را ضروری می‌کند. برای زنان دسترسی به چنین موضوعی به خصوص به دلیل استفاده از مدل‌های برهنه غیرممکن بود و حتی اگر کسی می‌توانست این کار را انجام دهد در جامعه ان زمان بسیار مذموم و به عنوان زنی خطا کار معرفی می‌شد. کافمن هم نمی‌توانست این کار را انجام دهد و اگر هم چنین نقاشی‌هایی را نمی‌کشید به هیچ وجه به عنوان نقاشی واقعی شناخته نمی‌شد.
با این حال کافمن موفق به عبور از مرز جنسیت شد. او برای نقاشی صحنه‌های تاریخی و کشیدن مردان به عنوان یک مرد راهی پیدا کرد که می‌توان ان را در نقاشی هکتور و اندرومدا دید. او به جای نقاشی هکتور در میدان جنگ او را در حال خداحافظی از اندرومدا به تصویر کشید و البته از ان زمان اعتبار خود را در آکادمی سلطنتی هنر از دست داد.

## میراث
تا سال ۱۹۱۱ کارهای او در همه جا و در همه سطوح دیده می‌شد. پرتره دوشس برونسویک در کاخ همپتون کورت، پرتره از خودش در گالری ملی پرتره (لندن) نقاشی‌های دیگری از او در درسدن، پاریس؛ در موزه ارمیتاژ، سن پترزبورگ؛ در موزه آلته پیناکوتک، مونیخ و در کاخ کادریورگ، تالین (استونی).
کافمن را همچنین به خاطر نقاشی‌های او که بر روی اشیا کوچک و ظروف و صفحات فلزی بود نیز می‌توان یاد کرد.
بیوگرافی کافمن در سال ۱۸۱۰ توسط جیووانی گاراردو د رسی منتشر شد.

## نگارخانه

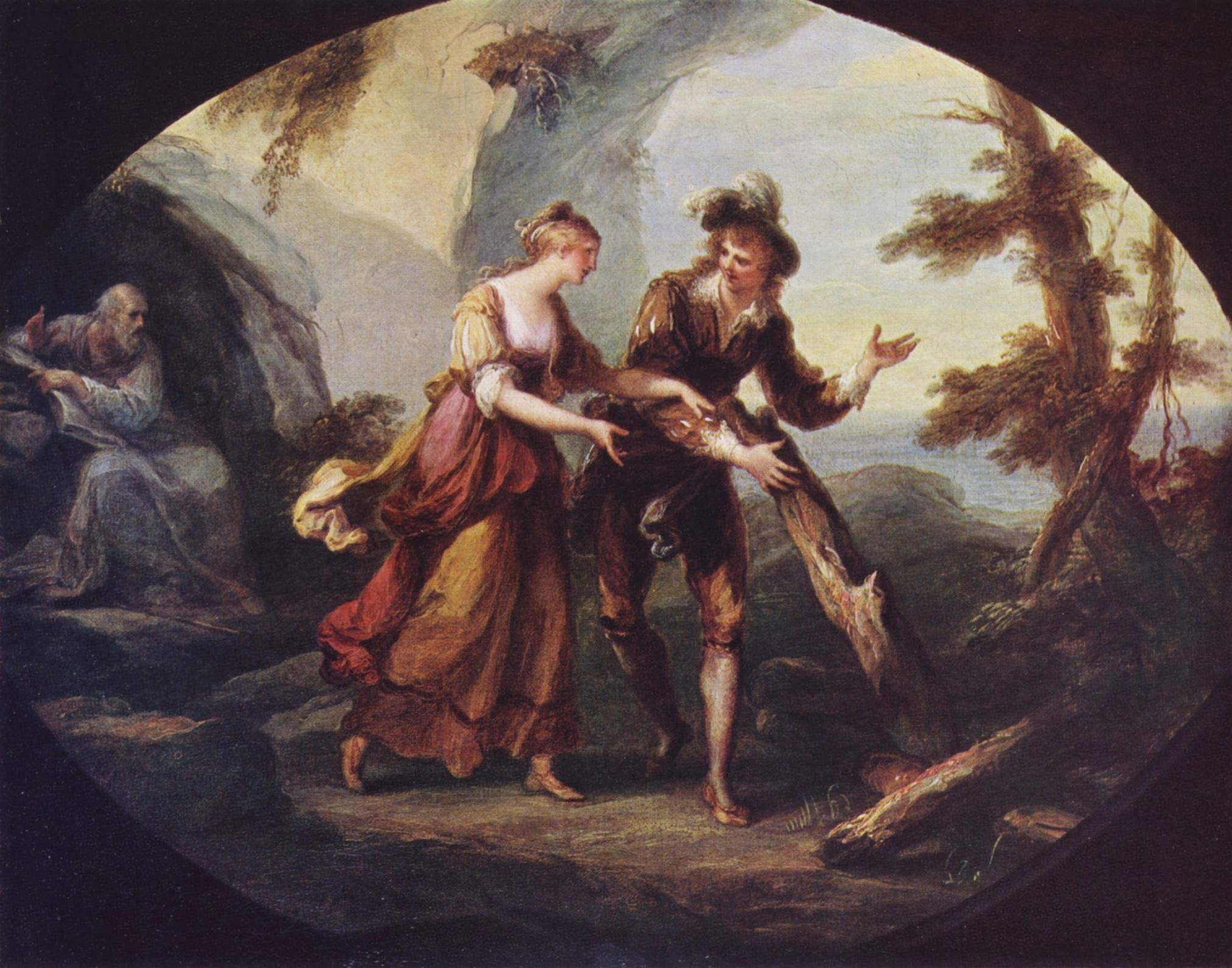
میراندا و فردیناند در طوفانهای ۱۷۸۲.
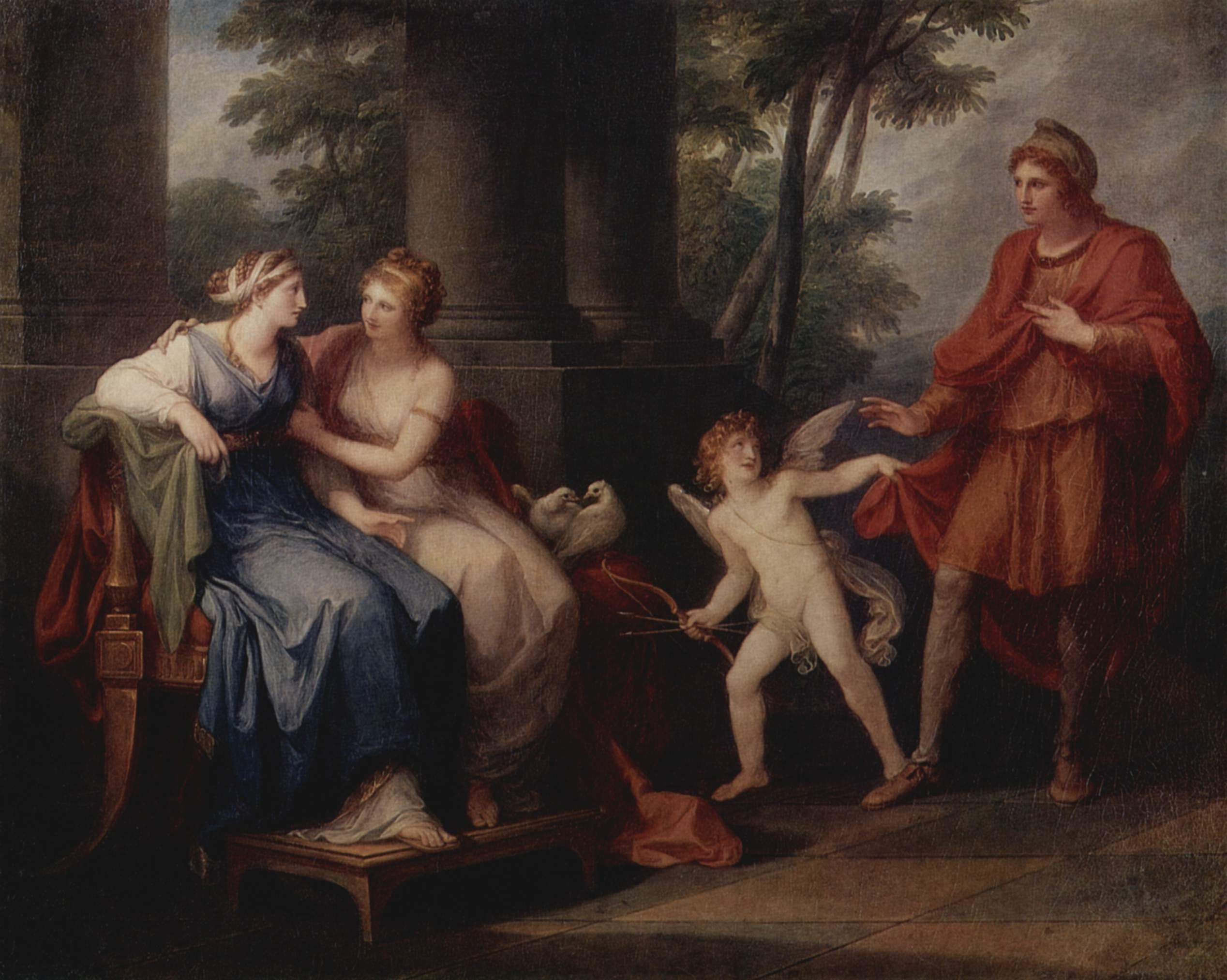
زهره متقاعد هلن با پاریسبا ۱۷۹۰.
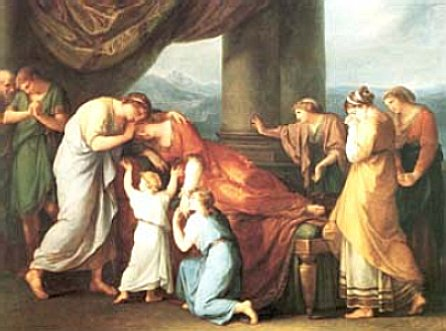
مرگ Alcestisهای ۱۷۴۱-۱۸۰۷.
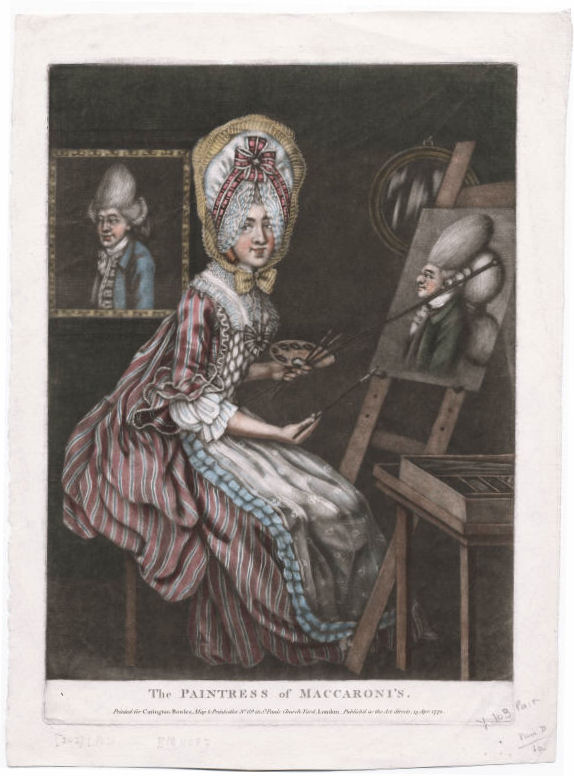
این Paintress از ماکارونی را اعتقاد به یک طنز از Kauffmann. لندن: چاپ Carington Bowles, 13 آوریل ۱۷۷۲.
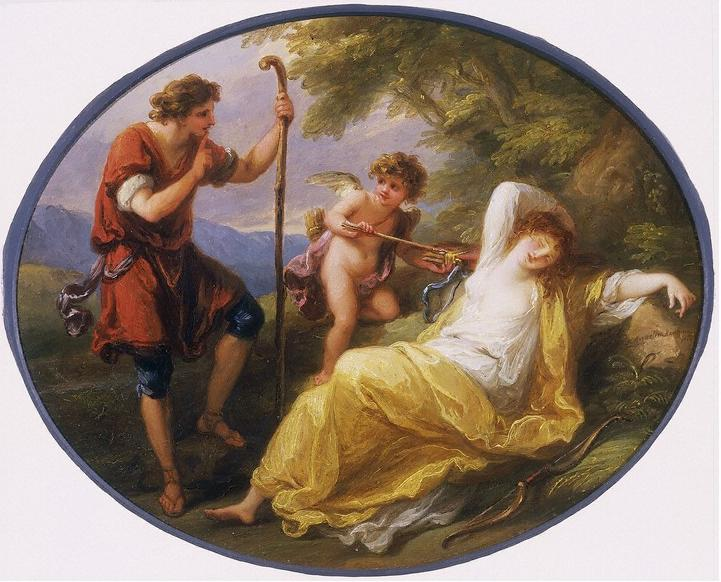
خواب پوره تماشا توسط یک چوپان در حدود ۱۷۸۰ و گلپر Kauffman V&A Museum هیچ. ۲۳-۱۸۸۶
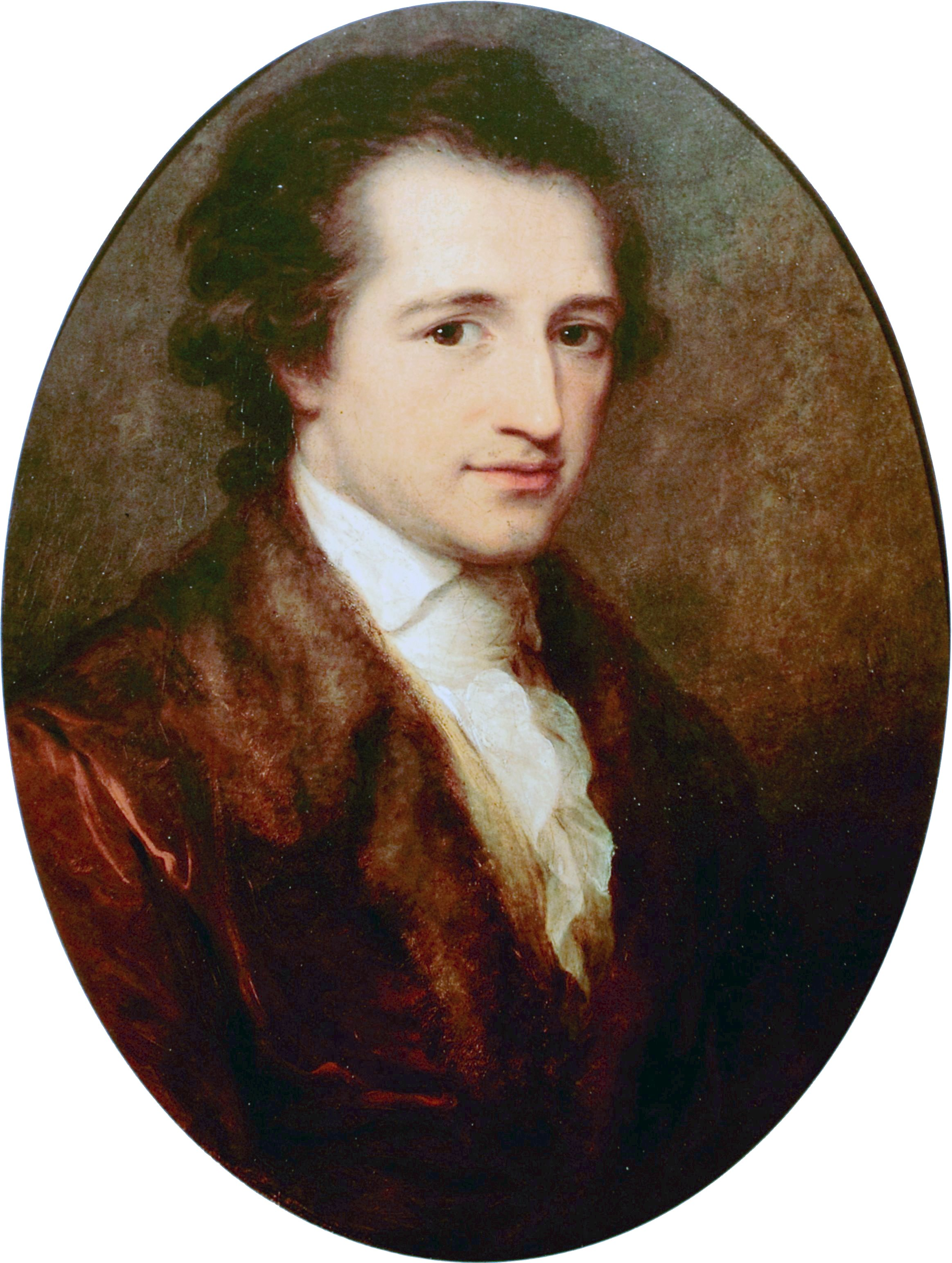
Kauffman 1787 نقاشی از گوته پس از ۳۸ سال،
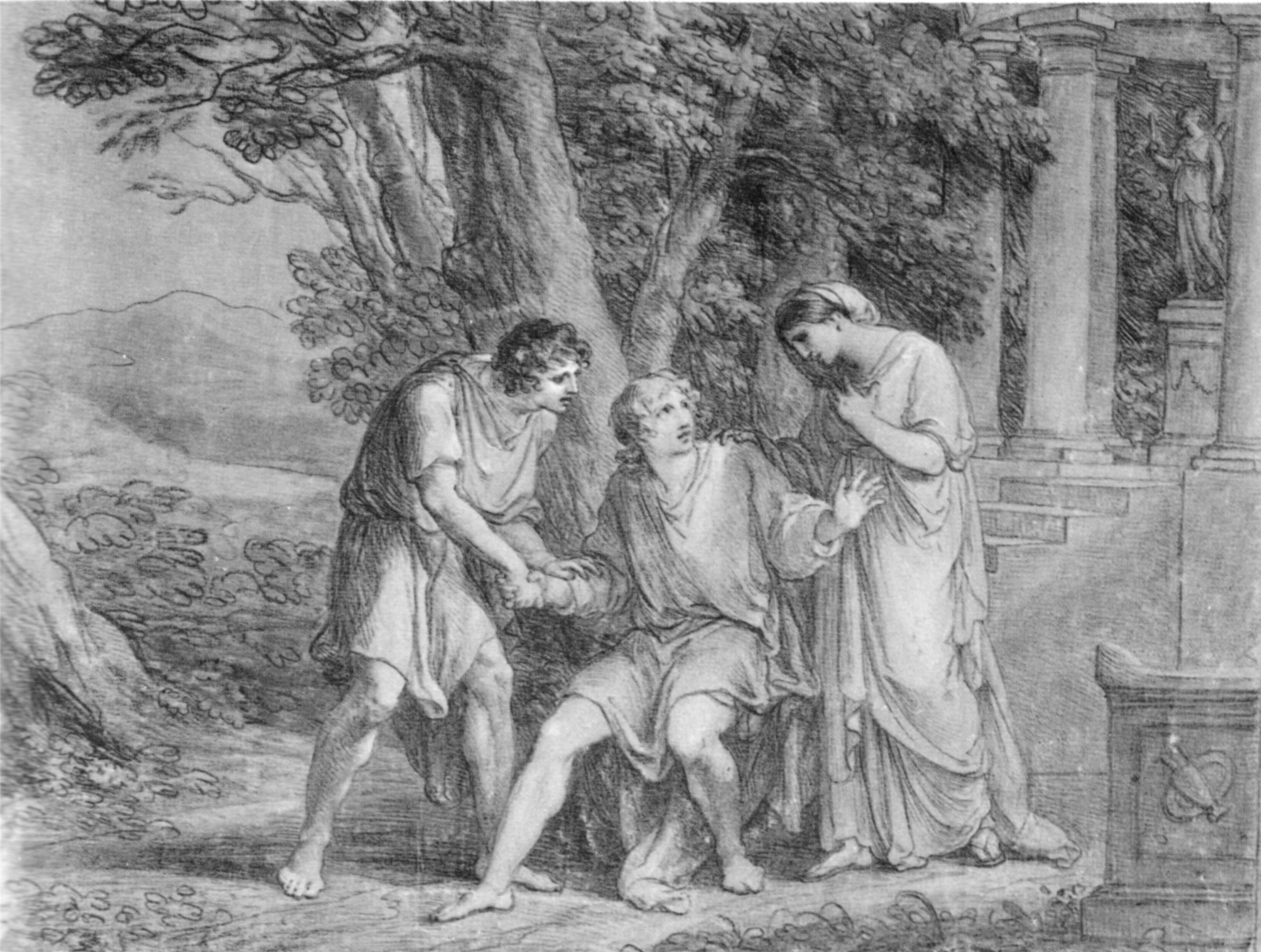
از ۱۸۰۲ هنوز در وایمار از گوته ایفیگنیا در آیبا گوته خود را به عنوان ارستس در مرکز.

## یادداشت
1. ↑  Cleophea Lutz
2. ↑  Franke
3. ↑  Lady Wentworth
4. ↑  Maiden Lane
5. ↑  Miss Angelica
6. ↑  Miss Angel
7. ↑  Richard Samuel

## نمایشگاه
- Retrospektive Angelika Kauffmann (270 works, c. 450 ill.), Düsseldorf, Kunstmuseum (۱۵ نوامبر ۱۹۹۸–۲۴ ژانویه ۱۹۹۹); München, Haus der Kunst (5 February - ۱۸ آوریل ۱۹۹۹); Chur, Bündner Kunstmuseum (8 May – ۱۱ ژوئیه ۱۹۹۹).
- Ripley, George; Dana, Charles A., eds. (1879). "Kauffmann, Maria Angelica" . The American Cyclopædia.
- Bettina Baumgärtel (ed.): Retrospective Angelika Kauffmann, Exh. Cat. Dusseldorf, Kunstmuseum; Munich, Haus der Kunst, Chur, Bündner Kunstmuseum, Ostfildern, Hatje 1998, شابک ‎۳−۷۷۵۷−۰۷۵۶−۵3-7757-0756-5.
- Kauffmann, Angelica. (2001). "»Mir träumte vor ein paar Nächten, ich hätte Briefe von Ihnen empfangen". Gesammelte Briefe in den Originalsprachen. Ed. Waltraud Maierhofer. Lengwil: Libelle, 2001. شابک ‎۹۷۸−۳−۹۰۹۰۸۱−۸۸−۲978-3-909081-88-2 (Letters in German, English, Italian, French; introduction and commentary in German.)
- Kauffmann, Angelika. (1999) "Briefe einer Malerin." Ed. Waltraud Maierhofer. Mainz: Dieterich'sche Verlagsbuchhandlung.
- Manners, Lady Victoria and Williamson, Dr. G.C. Angelica Kauffmann, R.A. : Her Life and Works. London: John Lane the Bodley Head, 1924.
- Natter, Tobias (ed.). Angelica Kauffmann: A Woman of Immense Talent. Ostfildern: Hatje-Cantz, 2007. شابک ‎۹۷۸−۳−۷۷۵۷−۱۹۸۴−۱978-3-7757-1984-1.
- Rosenthal, Angela. (2006). Angelica Kauffman: Art and Sensibility. New Haven, Connecticut: Yale University Press. شابک ‎۰−۳۰۰−۱۰۳۳۳−۶0-300-10333-6
- Roworth, Wendy Wassyng (Spring 2004). "Documenting Angelica Kauffman's Life and Art". Eighteenth-Century Studies. 37 (3): 478–482. doi:10.1353/ecs.2004.0031. Retrieved 23 April 2013.
- Angelica Kauffman Research Project: Forthcoming catalogue raisonné by Bettina Baumgärtel.
- The European Magazine and London Review, April 1809[۱] "Memoir of the Lady Angelica Kauffman, R. A." by Joseph Moser, Esq.